# Nollberga
Nollberga är en sömnig liten by någonstans i Sverige, där händelserna i Ulf Lundkvists tecknade serie om den levande korven Assar utspelar sig.
Nollberga gick under i den allra sista Assar-strippen, vid årsskiftet 2012/2013, då byn krymptes till mikrostorlek och blev överkörd av en traktor.